# Lychnophora
Lychnophora is een geslacht uit de composietenfamilie (Asteraceae). De soorten komen voor in Zuid-Amerika. 

## Soorten
- Lychnophora albertinioides Gardner
- Lychnophora bahiensis Mattf.
- Lychnophora bishopii H.Rob.
- Lychnophora blanchetii Sch.Bip.
- Lychnophora boquerona (B.L.Turner) H.Rob.
- Lychnophora brunioides Mart.
- Lychnophora crispa Mattf.
- Lychnophora diamantinana Coile & S.B.Jones
- Lychnophora ericoides Mart.
- Lychnophora granmogolensis (Duarte) D.J.N.Hind
- Lychnophora harleyi H.Rob.
- Lychnophora humillima Sch.Bip.
- Lychnophora itatiaiae Wawra
- Lychnophora jeffreyi H.Rob.
- Lychnophora markgravii G.M.Barroso
- Lychnophora morii H.Rob.
- Lychnophora passerina (Mart. ex DC.) Gardner
- Lychnophora phylicifolia DC.
- Lychnophora pohlii Sch.Bip.
- Lychnophora pseudovillosissima Semir & Leitão
- Lychnophora ramosissima Gardner
- Lychnophora regis H.Rob.
- Lychnophora reticulata Gardner
- Lychnophora riedelii Sch.Bip.
- Lychnophora rosmarinifolia Mart.
- Lychnophora salicifolia Mart.
- Lychnophora santosii H.Rob.
- Lychnophora saxosa Krasch.
- Lychnophora sellowii Sch.Bip.
- Lychnophora souzae H.Rob.
- Lychnophora staavioides Mart.
- Lychnophora tomentosa (Mart. ex DC.) Sch.Bip.
- Lychnophora trichocarpha (Spreng.) Spreng.
- Lychnophora trichocarpha (Spreng.) Spreng. ex Sch.Bip.
- Lychnophora triflora (Mattf.) H.Rob.
- Lychnophora uniflora Sch.Bip.
- Lychnophora van-isschoti Heckel
- Lychnophora villosissima Mart.